# Words of the Youth
Words of the Youth è un singolo del gruppo musicale giapponese Coldrain, il primo estratto dal loro quarto album in studio Vena, pubblicato il 28 agosto 2015.

## Tracce
Testi di Masato, musiche di Masato e Y.K.C.
1. Words of the Youth – 3:31